# Vollenhovia brunnea
Vollenhovia brunnea é uma espécie de formiga do gênero Vollenhovia, pertencente à subfamília Myrmicinae.